# Hylaeus ombrias
Hylaeus ombrias är en biart som först beskrevs av Perkins 1910.  Hylaeus ombrias ingår i släktet citronbin, och familjen korttungebin. Inga underarter finns listade i Catalogue of Life.